# Monumento al Fiestero

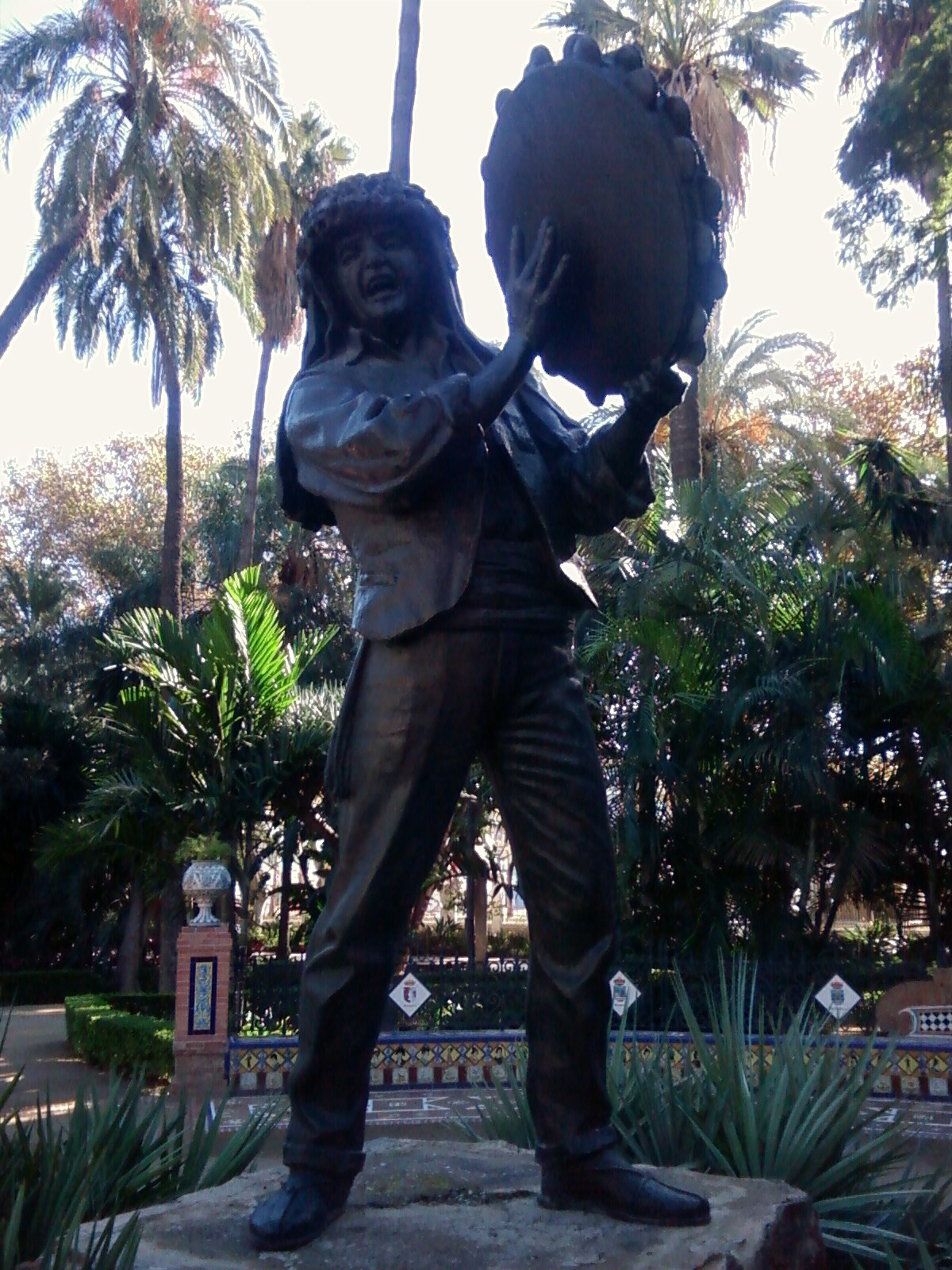
Estatua en el Parque de Málaga.

El monumento al Fiestero es una escultura situada en el Parque de la ciudad española de Málaga.
Su autor es Miguel García Navas. Fue inaugurada en 1998 y homenajea al género musical autóctono de los verdiales, típico de varias comarcas de la provincia de Málaga como la Axarquía y los Montes de Málaga; en una panda de verdiales, se llama fiestero a uno de sus integrantes.
La propuesta de homenajear al fiestero surgió del verdialero Agustín Jiménez en la década de 1990.